# Rainer Elze
Rainer Elze (* 6. Februar 1956 in Köthen) ist ein deutscher Informatiker, ehemaliger Staatssekretär in Sachsen-Anhalt und Vizepräsident des dortigen Landesrechnungshofs.

## Biografie
Rainer Elze studierte von 1976 bis 1981 Informatik an der TH Ilmenau mit Abschluss als Diplom-Informatiker. Bis 1990 war er in seinem Beruf tätig. Zur Zeit der Wende in der DDR war Elze im Neuen Forum aktiv und wurde 1990 zum Oberbürgermeister von Köthen gewählt. Dieses Amt bekleidete er bis 2001. Anschließend amtierte er bis 2002 als Staatssekretär im Finanzministerium von Sachsen-Anhalt. Mit dem Amtsantritt des Kabinetts Böhmer I verlor er sein Amt und wechselte in die Privatwirtschaft, kehrte aber 2005 in den Staatsdienst zurück. Zunächst war er Abteilungsleiter und Mitglied des Senats im Landesrechnungshof von Sachsen-Anhalt. Dort amtiert er seit 2015 als Vizepräsident.
Elze gehört inzwischen der SPD an und war bis 2005 Vorsitzender des Köthener Ortsvereins.